# Johann Caspar Bluntschli

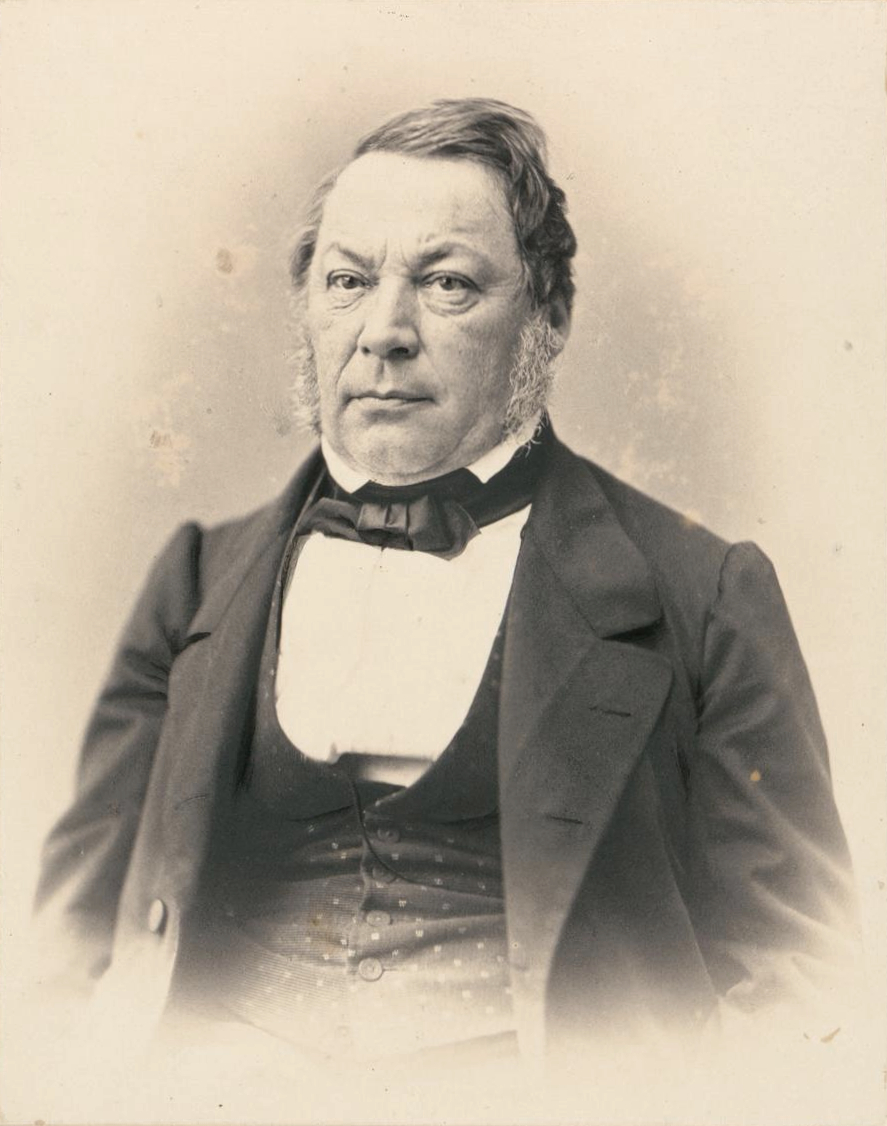
Johann Caspar Bluntschli.

Johann Caspar Bluntschli, född 7 mars 1808 i Zürich, död 21 oktober 1881 i Karlsruhe, var en tysk-schweizisk jurist och politiker, far till arkitekten Alfred Friedrich Bluntschli.
Bluntschli studerade i Berlin under Friedrich Karl von Savigny och i Bonn under Barthold Georg Niebuhr. I sin första skrift framhöll han nödvändigheten av en reform i Zürichs gamla författning, men då han ogillade de schweiziska radikalas strävanden, anslöt han sig snart till det konservativa partiet och blev som professor i Zürich medlem först av stora rådet och därefter, 1839, av regeringsrådet i sin hemstad. Sedan han 1844 förgäves sökt att bli borgmästare där, drog han sig tillbaka från det politiska livet och ägnade sig åt sin vetenskap.
Efter 1847 års omvälvning i Schweiz mottog han en professorsstol i München, som han på grund av missnöje med den bayerska partikularismen 1861 utbytte mot en dylik i Heidelberg. Även i Kejsardömet Tyskland har Bluntschli tagit verksam del i det politiska livet. Han deltog ivrigt i agitationen för Schleswig-Holstein och var en av ledarna för det nationalliberala partiet i Baden. Han var en bland stiftarna av den tyska protestantföreningen och av det internationella institutet för folkrätt i Gent.